# Habenaria fluminensis
Habenaria fluminensis är en orkidéart som beskrevs av Frederico Carlos Hoehne. Habenaria fluminensis ingår i släktet Habenaria och familjen orkidéer. Inga underarter finns listade i Catalogue of Life.